# Рептюх Ігор Миколайович
Рептюх Ігор Миколайович — український лижник, біатлоніст. Майстер спорту України міжнародного класу. З 2015 року заслужений майстер спорту України.
Срібний призер зимових Паралімпійських ігор 2014 у Сочі, Росія з лижних перегонів (естафета).
Чемпіон зимових Паралімпійських ігор 2018 у Пхьончхані, Південна Корея з лижних перегон. Також став срібним та бронзовим призером зимової Паралімпіади з біатлону.

## Біографія
Рептюх Ігор Миколайович народився 18 червня 1994 року в с. Гурбинці Чернігівської області. Ігор — наймолодший у сім'ї, має двох сестер і брата. У результаті побутової травми втратив усі пальці лівої руки у віці 5 років.
Із 7 класу почав брати участь у змаганнях із легкої атлетики та кросу. Згодом почав займатися спортом професійно у Чернігівському обласному центрі «Інваспорт».
Лижними перегонами та біатлоном займається із 2010 року. Того ж року він поступив до училища у Чернігові.
Зараз Ігор навчається на факультеті фізичного виховання, Національний університет «Чернігівський колегіум» імені Т. Г. Шевченка.

## Спортивна кар'єра
У 2011 році Ігор увійшов до резерву паралімпійської збірної з лижних гонок і біатлону, а 2012 року — до складу національної збірної команди України.
На Кубку світу 2012 року спортсмен виборов в естафеті «золото» та «срібло». У 2013 на Чемпіонаті світу у м. Солефтео (Швеція) він став відкриттям, здобувши 4 медалі: «золото» (біатлон 12,5 км), «срібло» (естафета), дві «бронзи» (лижні перегони 20 км вільним стилем і біатлон-спринт). За 3 місце в загальному заліку Кубків світу з біатлону сезону 2012—2013 років Ігор отримав малий кришталевий глобус, став переможцем і бронзовим призером фіналу Кубку світу 2013 року.
За результатами участі у Кубках світу 2014 році завоював:
- м. Вуокатті (Фінляндія): три срібних нагороди — біатлон коротка дистанція 7,5 км; лижні перегони, середня дистанція; біатлон гонка переслідування;
- м. Оберстдорф (Німеччина): «срібло» у лижних перегонах, довга дистанція, вільний стиль 20 км;
- м. Оберрід (Німеччина): «срібло» (біатлон довга дистанція) та «бронза» (біатлон середня дисанція)[4][5].

На зимових Паралімпійських іграх 2014 року в Сочі завоював срібло в естафетній гонці 4 х 2,5 км.
На Чемпіонаті світу 2015 року із зимових видів спорту (лижні гонки та біатлон) серед спортсменів з вадами зору та ураженням опорно-рухового апарату, що проходив у місті Кейбіто (США) Ігор здобув бронзову медаль в лижних перегонах вільним стилем на дистанції 20 км. Загальна кількість здобутків цього Чемпіонату: 5 медалей, золото індивідуальна гонка 15 км (біатлон) та 4 бронзови нагороди.
В сезоні 2016-2017 Ігор став володарем великого кришталевого глобуса в загальному заліку Кубка Світу з лижних перегонів. А в 2017 на Чемпіонаті Світу в Фінстерао, Німеччині, в його здобутками стали дві золоті та дві срібні медалі.
3 та 4 лютого а прикінцевому Кубкові світу з лижних перегонів та біатлону, що проходив у фінському місті Вуокаті спортсмен виборов «золото» у біатлонному спринті на дистанції 7,5 км та наступного дня — «бронзу» з лижних гонок на дистанції 15 км.

## Медалі зимових Паралімпійських ігор

### Зимові Паралімпійські ігри 2014(Сочі,Росія)
| Місце          | Дисципліна              |
| -------------- | ----------------------- |
| Лижні перегони |                         |
| Срібло         | Естафета 2,5х4 км, мікс |

### Зимові Паралімпійські ігри 2018(Пхьончхан,Південна Корея)

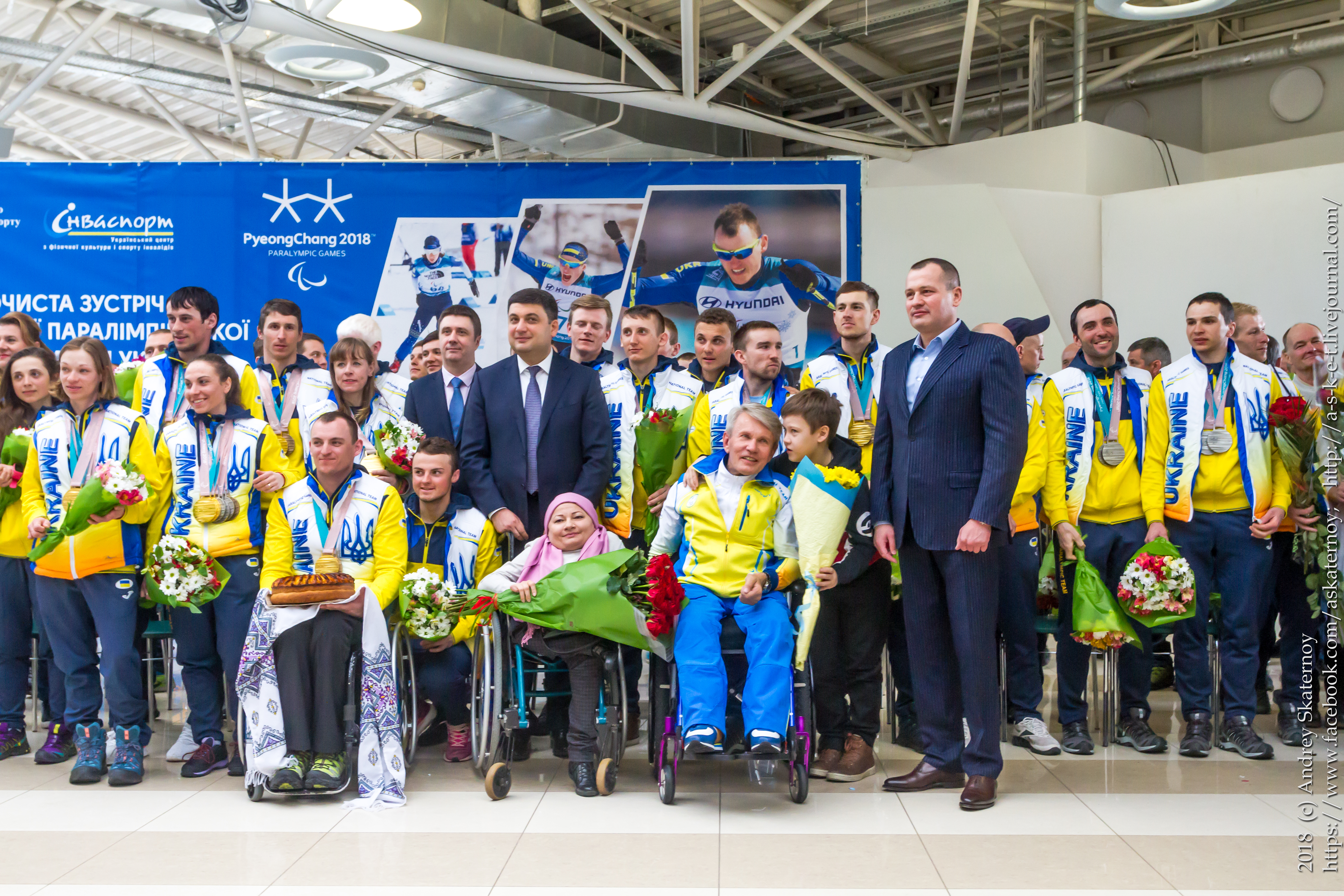
Зустріч української команди параолімпійців після успішного виступу на зимових Паралімпійських іграх 2018 у Києві, Україна.

На зимових Паралімпійських іграх 2018 року Ігор здобув повний комплект нагород, зайнявши перше, друге й третє місце у різних дисциплінах та став одним з семи українських спортсменів-мультимедалістів на цих змаганнях.
| Місце          | Дисципліна                    |
| -------------- | ----------------------------- |
| Біатлон        |                               |
| Срібло         | 12,5 км, стоячи               |
| Бронза         | 7,5 км, стоячи                |
| Лижні перегони |                               |
| Золото         | 20 км, вільним стилем, стоячи |